# 神蔵寺
神蔵寺（じんぞうじ）は、愛知県名古屋市名東区にある曹洞宗の寺院。山号は龍華山（りゅうげさん）。本尊は聖観世音菩薩。大本山永平寺直末、寺内薬師堂は東海四十九薬師霊場。

## 歴史

### 草創期
草創期の史料は乏しいが、室町幕府九代将軍足利義尚の家臣とも、その家臣一色氏の配下ともいわれる柴田源六勝重が、1501年（文亀3年）頃所領一色村（現：名古屋市名東区一社）に一色城を築き、その城下に客殿と山之神を建立したのを始まりと伝える。
勝重は柴田勝家の祖父とも曽祖父ともいわれるが、確証はない。
その後勝重は、雲岫麟棟（うんしゅうりんとう）和尚を愛知県春日井郡大草村（現：小牧市大草）の福厳寺（ふくごんじ）より招請したとされる。しかし勝重は1503年（文亀3年）没、和尚は1506年（永正3年）生誕のため、寺史では、実際に雲岫を招請したのは勝重の遺志を汲んだ子の勝義ではないかとされる。このような経緯により、神蔵寺では、勝重を草創開基、雲岫麟棟を草創開山とする。
後世寺の移転時に記された勧請文によれば、勧請されたのは寺の鎮守として白山妙理大権現、一色村の鎮守として石尊大権現、ほかに正八幡大菩薩（柴田氏の氏神）、金毘羅大権現等であり、社殿は1504年（永正元年）1月13日の創建という。
1505年（永正2年）には「境内一反一畝歩、縦二十二間、横十六間、客殿桁行四間半、梁行三間」であった。
1532年（天文元年）、三柔周省（さんじゅうしゅうせい）が草創2世となる。
1584年（天正12年）、小牧・長久手の戦いにより一色城は焼失、神蔵寺も被災、
堂宇は陣地作りのため取り壊された福厳寺に移築された。1586年（天正14年）、三柔周省の差配によるものと伝える。その後寺は廃れていたが、草創3世密傳空厳（みつでんくうげん）が福厳寺末寺御器所村龍興寺から入寺、平僧地として復興した。
1648年（慶安元年）、一色村に古くからまつられていた薬師瑠璃光如来石像を、同村の長右衛門、杢左衛門、惣右衛門を願主として寄進された薬師宮殿に移した。また、空厳が自作した牌を奉じての施餓鬼供養が、現在に続いている。なお、神蔵寺はこの頃龍興寺の末寺となったことが、殿鐘の銘文から推察される。
空厳の弟子である草創4世瑞岑豊雪（言）（ずいしんほうせつ、ほうげん）は、1665年（寛文5年）、村内に薬師堂を建立。その当時は、一社橋南東の「薬師畑」と呼ばれたところにあった。
草創5世桃翁宜仙（とうおうぎせん）は、1735年（享保20年）、薬師堂を現在地に移転した。『八十年を経て雨がもる状態なので、西山の草地を開いて…』云々と記された棟札が残っている。以後薬師堂が実質的本堂だった。

### 再興期
1759年（宝暦9年）、信濃全久院住職であった大店鰲雪（だいちんごうせつ）が入山。隠居所として神蔵寺を龍興寺から譲り受けた。翌1760年（宝暦10年）より丹波国永澤寺住職を兼務、神蔵寺には鑑寺（かんす）を置いた。1768年（明和5年）には、法地再興を当時の僧録であった下津正眼寺に願って受理され、寺号を龍華山と改めた。これをもって大店はのちに法地開山1世とされる。寺は鰲雪の師である高外全国（こうがいぜんこく）ゆかりの倉敷玉島圓通寺末寺に、またのちに西加茂郡矢並村醫王寺の預末寺となった。依然本堂はなく、僧は薬師堂で修業した。「枯木堂（こぼくどう）」の扁額を掲げ、座禅堂として雲水を指導育成した。
再興2世本道大樹（ほんどうだいじゅ）は鰲雪の弟子で、1768年（明和5年）から1775年（安永4年）まで住職を務めた。1799年（明和6年）には、江戸麹町秩父屋斎田孫七が、父の菩提を弔うため50両を寄進し本堂を再建、1772年（安永元年）柴田家嫡流6代目輿右衛門が本尊・厨子を寄進した。この本堂は1970年（昭和45年）の建て替えまで現存した。本堂には安産祈願の子安一夜地蔵尊を安置、枯木堂では諸病平癒祈願の薬師如来を祀り、薬類の販売をおこなった。
3世大忠鰲海（だいちゅうごうかい）は1775年（安永4年）から1789年（寛政元年）まで住職を務めた。1778年（安永7年）には、「法華会公式」を神蔵寺版として出版した。

### 6世上藍天中
6世上藍天中（じょうらんてんちゅう）は、瀬戸菱野村大沢家に生まれた。幼少時より瀬戸の加藤武右衛門窯に奉公し、名古屋に品を運ぶ途中神蔵寺門前で転んで鉢を割り、困って寺を訪ねたのが仏門に入った発端と伝える。大店に弟子入りし、諸国で禅修行ののち、1789年（寛政元年）、6世住職となった。
また、天中により、鰲雪門下の兄弟子であり功績のあった護法曇祥（ごほうどんじょう）に4世が追号された。
1789年（寛政元年）、茅葺山門を建立、自筆の扁額「龍華峰」を掲げた。新田開発や、寺子屋の運営にも功があった。また、元の雇い主である加藤武右衛門家は、1778年（安永7年）、2代春暁の折、神蔵寺に陶製碑「界内禁葷酒」を寄贈している。
在職中に神蔵寺を訪れ、その人柄を見込んだ遍歴僧の推挙により、1880年（寛政12年）肥後国天草東向寺15世として転任した。「遍歴僧」の名は典拠である「染付焼起源」にはないが、東向寺13世瑞光珍牛（ずいこうちんぎゅう）であろうとの川口高風による考察がある。
東向寺時代には、郷里を同じくする瀬戸の陶祖加藤民吉が天草で磁器の製法を学ぶにあたり尽力した。この修業には、4世同様天中の兄弟子で、神蔵寺にも多大な功があり、のち肥前西方寺の住職となった慈明洞水（じみょうとうすい）も、天中の依頼で協力している。

### 江戸後期（7世から11世）
天中は転住にあたり、推挙して愛知郡戸部村長楽寺の墨外為範（ぼくがいいはん）を7世としたが、病により1804年（文化元年）退位した。
後には、東向寺で天中のもと首座を務め、西方寺で洞水の嗣法弟子となった雄賢興國（ゆうけんこうこく）が、8世として転住した。雄賢は1814年（文化11年）、神蔵寺歴住の「覚」を作成、のちの「猪高村誌」の際参考にされた。また、雄賢と天中の取り計らいにより、1816年（文化13年）、洞水に神蔵寺5世が遺贈された。
1818年（文化15年）には、柴田勝重が勧請した鎮守の社殿が朽ちていたものを補修、国家安全等を願った旨の記録を残した。また、弟子の育成にも尽力した。1818年（文政元年）、武州寿徳寺に転住した。
9世には、天中の法嗣祖真龍關（そしんりゅうかん）が着任した。しかし同年、一色村より僧録あてに、八世の後任が決まるまでの檀務を春日井郡大森村法輪寺住職学道祖英に任せたい旨の要望が出されていることから、相当期間無住であったことが推察される。また、この願状では、神蔵寺は「参州醫王寺末寺」から「下津正眼寺預末寺」となっていることが確認されている。
10世鳥翁古道（ちょうおうこどう）は1830（天保元年）より住職となった。天中の直弟子にあたり、傷んだ堂宇の修繕のため檀信徒の意を受けて寄付を集め、1840年（天保11年）に法堂屋根の葺き替えをおこなった。
11世鶴林千壽（かくりんせんじゅ）も天中の元で得度、のち九世真龍の元で学んだ。1845年（弘化2年）神蔵寺住職となり、1847年（弘化4年）には、大風で損傷した天中建立の茅葺山門を瓦葺に替え、加藤民吉の本家加藤吉右衛門寄進の磁器製禁牌石「不許葷酒入山門」を山門脇に建てた。この禁牌石は加藤武右衛門寄贈の禁牌石と合わせ、現在は本堂内に安置されている。

### 江戸末期（12世から14世）
12世法周不説（ほうしゅうふせつ）、13世大安瑞方（だいあんずいほう）は、ともに天中を開山、龍關を二世とする岩倉松栄寺の住職より転住している。
法周は1852年（嘉永5年）から1857年（安政4年）まで住職を勤めたが、詳細は分からない。
瑞方は法周の隠居にともない13世として迎えられ、1858年（安政5年）には、11世の七回忌に関わる報恩の夏安居を務めた。1864年（元治元年）、尾張藩主徳川慶勝の第一次長州征伐にともない、寺から冥加金1両2朱を差し出している。また、「猪高村誌」には、「流行した疫病から村民を救済する為に、自らの掌に油を注いで火を点し、右手に錫を持ち経文を唱えて民家の門戸に立って平癒を祈願した。そのお陰で村民は病魔から免れたが、一方和尚の左手はそのために焼け落ちた」との言い伝えが紹介されている。1865年（慶応元年）、神蔵寺を退去した。
次いで14世となった瑞麟霊應（ずいりんれいおう）は、病気がちで住職の任に堪えないことを理由に、1871年（明治4年）に退去した。

### 近現代（15世以降）
明治の廃仏毀釈に遭い、神蔵寺は廃寺になろうとしていた。尾州愛知郡植田村浅井惣右衛門の子であり、諸国修業ののち、当時春日井郡名塚村宗圓寺18世であり朝廷より尾張国管内の検僧に任ぜられていた久遠實成（くおんじつじょう）が、実情を知り憂い、のちに中興開基の名を贈られる横井善三郎の招きにより、1871年（明治4年）15世として神蔵寺に入寺、中興開山となり、神蔵寺は宗圓寺の本寺、小牧正眼寺の預かり末寺となった。もとの姓は浅井であるが、明治政府の苗字必称義務付けより僧籍者も名字が必要となった折、草創開基にちなみ柴田姓を名乗った。「いのはなの大蛇」を神通力で昇天させたという逸話が「猪高村誌」に紹介されている。
16世常光祖鑑（じょうこうそかん）は、實成と同郷の浅井家の出身で養嗣子である。1889年（明治22年）に住職となり、1904年（明治27年）、中興開基横井家の篤志により隣接の小山に四国三十三観音石像を祀った。昭和40年代の区画整理で山が消失したため、現在は境内に安置されている。また、茶華道など諸芸に通じ、多くの弟子を持った。
1931年（昭和6年）、祖鑑の逝去にともなり、嗣法弟子の大亀壽鑑（だいきじゅかん）が17世となった。1934年（昭和9年）、室戸台風により倒れた松が茅葺の庫裏を直撃、壽鑑は教職兼務の傍ら、瓦葺切妻平屋の庫裏を再建した。これがもとで体を壊し、1936年（昭和11年）、若くしてなくなった。
後を継いだ18世太眞正憲（たいしんしょうけん）は10才の幼少であったため、母が尼僧として補佐した。
1942年（昭和17年）、戦争による国策で梵鐘を供出、戦後檀徒が新しく寄進したのにともない、1951年（昭和26年）、鐘楼堂が建立された。1954年（昭和29年）、山門より南にあった村の墓地を、本堂の西に移し神蔵寺寺墓地として整備した。1959年（昭和34年）には、痛みの激しい茅葺薬師堂を瓦葺で再建、弘法堂と合わせ、新薬師堂とした。また、同年の伊勢湾台風で倒壊した山門を再建した。台風では本堂自体も大きく被害を受けたため建て替えに着手、1980年（昭和45年）に鉄筋で再建した。落慶法要兼住職晋山式の三ヶ月前には永平寺直末となり、法要には永平寺74世博裔泰舜（はくえいたいしゅん）を迎え、同師を中興開山とした。1992年（平成4年）1998年（平成10年）には華蔵䑓（不老閣）を建立、翌年には諸堂を修復した。
また正憲は、1959年（昭和30年）愛知郡猪高村が名古屋市に合併したことを記念して「永遠に村を史上に遺すため」刊行された「猪高村誌」の編纂委員に選ばれ社寺の項を担当、神蔵寺の古文書等の調査に務めた。1958年（昭和33年）頃からは、加藤民吉の研究家、加藤庄三の訪問を受け、天中関係資料の調査に協力した。
2000年（平成12年）、創建500年の慶讃法要を催し、同時に19世大心隆全（だいしんりゅうぜん）の晋山式をおこなった。また、2014年（平成26年）、記念事業の締めくくりとして寺史を編纂し、発行した。

## 堂宇・仏像・什物
- 本堂　鉄筋造　1980年再建[66]
- 本尊・聖観世音菩薩（1980年開眼）[66][73]、子安一夜地蔵菩薩（法地開山1世大店鰲雪住持時代）[74]を安置、ほかに磁製禁牌石（加藤武右衛門寄進、加藤吉衛門寄進、各1）[46]など
- 薬師堂　瓦葺、1959年再建、旧弘法堂合併[75]
- 薬師宮殿（1648年造）：薬師瑠璃光如来石像（それ以前より一色村に奉安）、脇侍日光菩薩、月光菩薩および十二神将像（1707年）を安置[15]。

ほかに薬師如来木像（区内一大きい）、「枯木堂」扁額（大店鰲雪揮毫）など
- 鎮守堂　建立年不明

白山妙理大権現、秋葉三尺坊大権現など
- 西国三十三観音札所石像　1904年横井家寄進[79]
- 鐘楼堂　1951年建立[61]
- 梵鐘　1992年再鋳[80]
- 庫裏　瓦葺切妻平屋、1934年再建[81]
- 山門　1959年再建[75]
- 華蔵䑓（不老閣）　1998年建立[66]
- 神蔵寺墓地　1954年村墓地を移転[62]

草創開基柴田勝重墓所、中興開基横井善三郎墓所

## 年中行事
- 大般若祈祷会 - 1月24日
- 戦没者供養会・観音供養会・弘法供養会 - 3月彼岸中日
- 夜施食会 - 8月1日～8日
- 大施食会 - 8月12日
- 精霊送り - 8月15日
- 地蔵盆大般若祈祷会 - 8月24日
- 永代経 - 9月彼岸中日
- 開山・道元忌 - 9月28日
- 薬師如来供養会 - 10月8日
- 歳末諷経・除夜の鐘 - 12月31日

以上

## ギャラリー

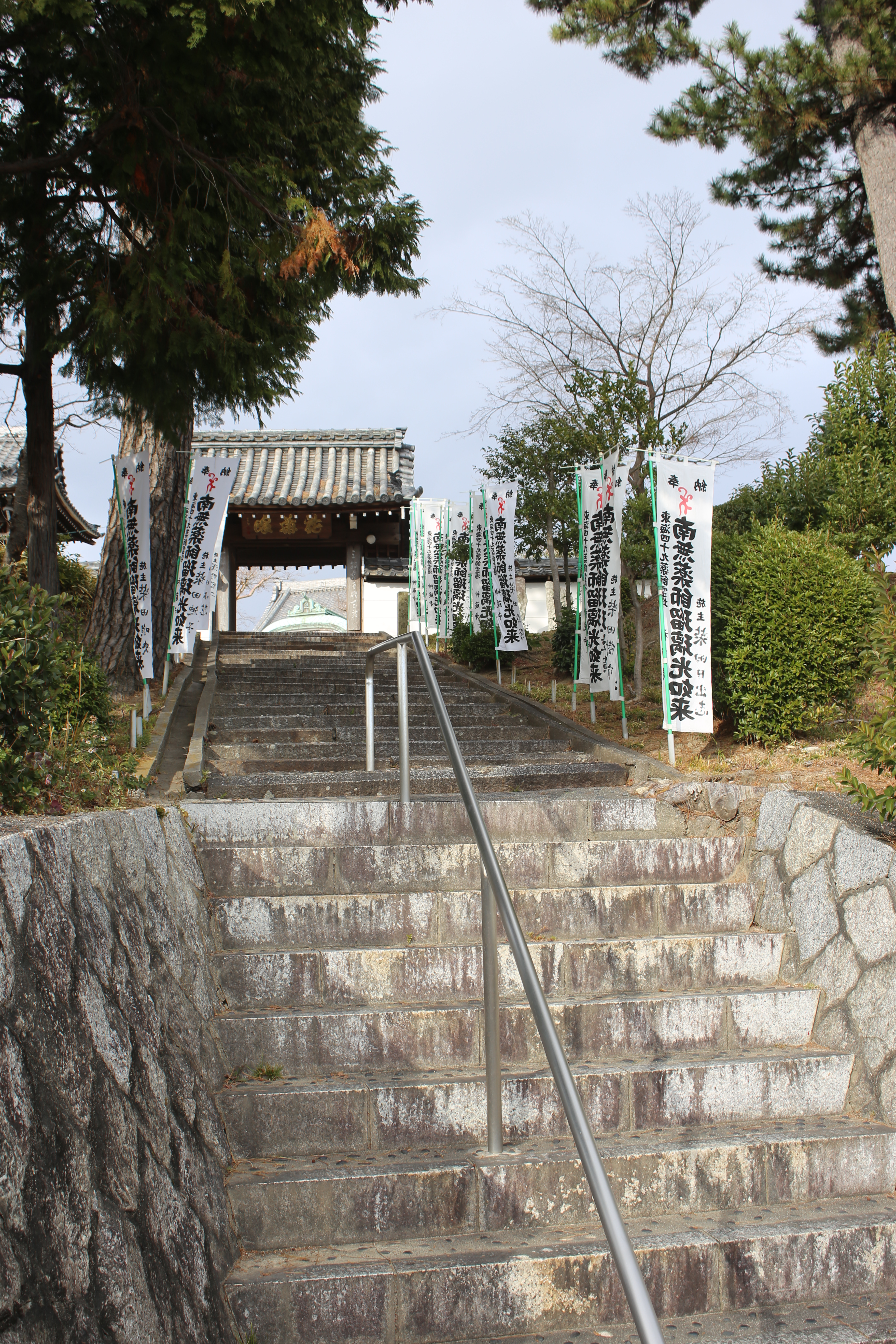
石段
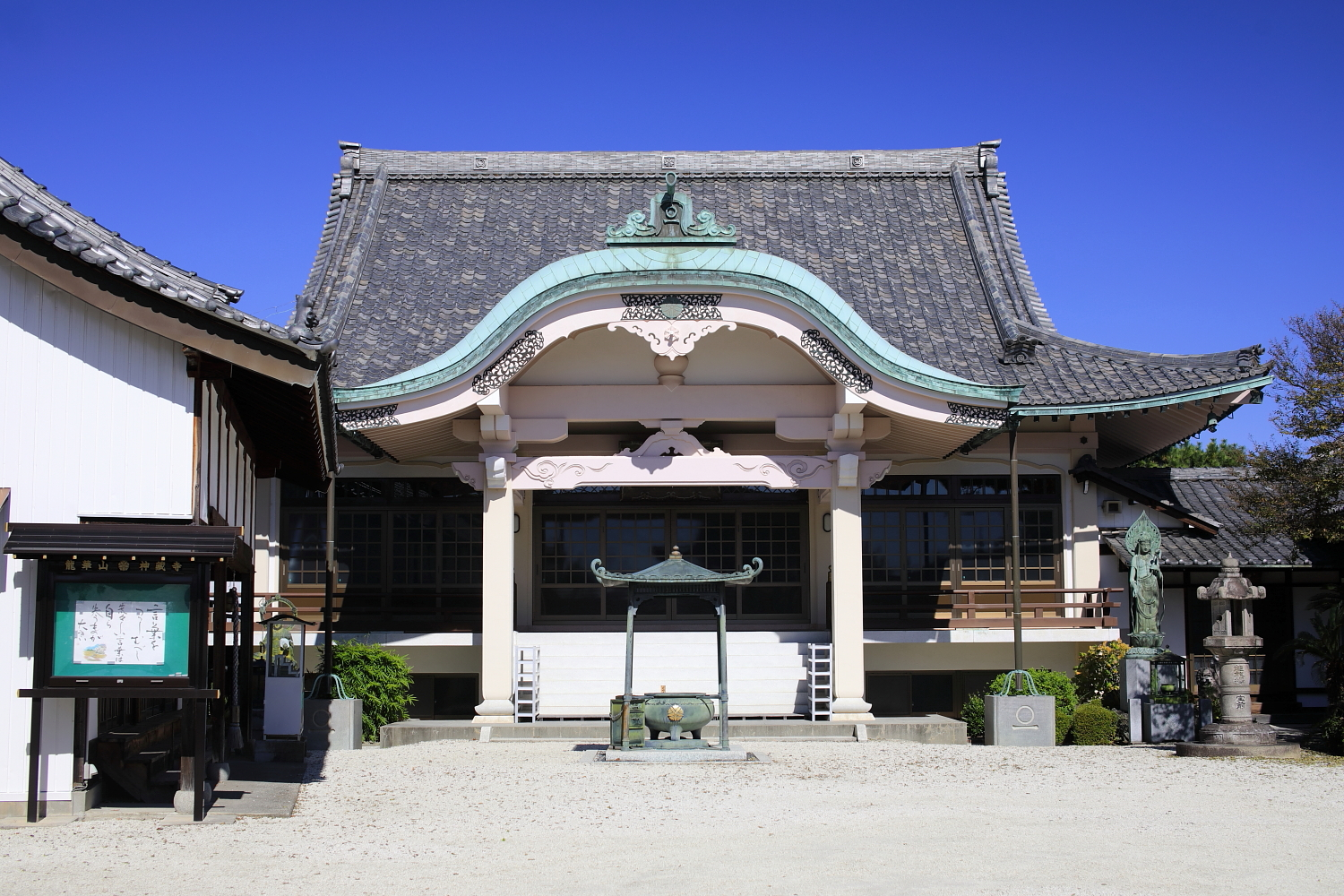
本堂
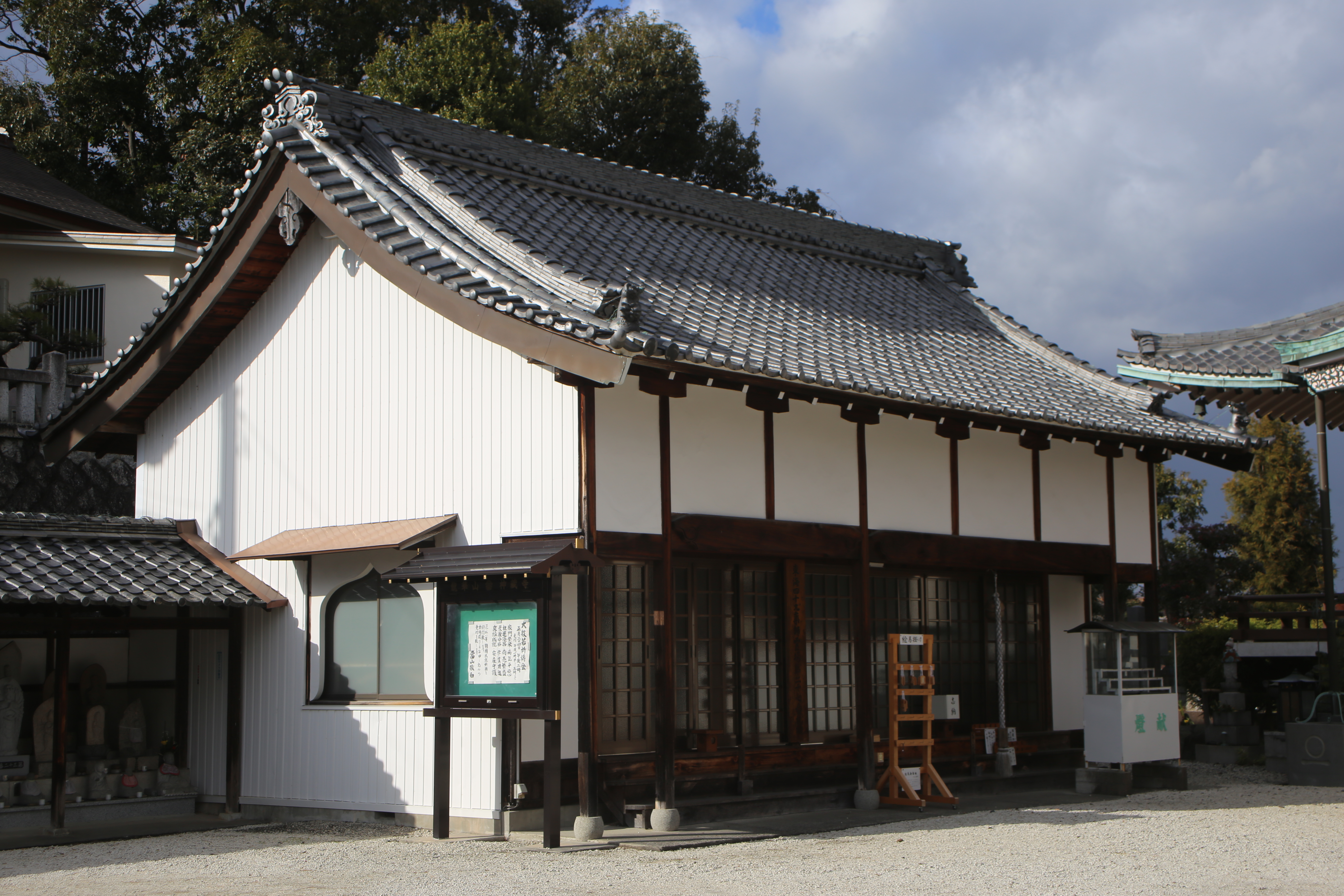
薬師堂
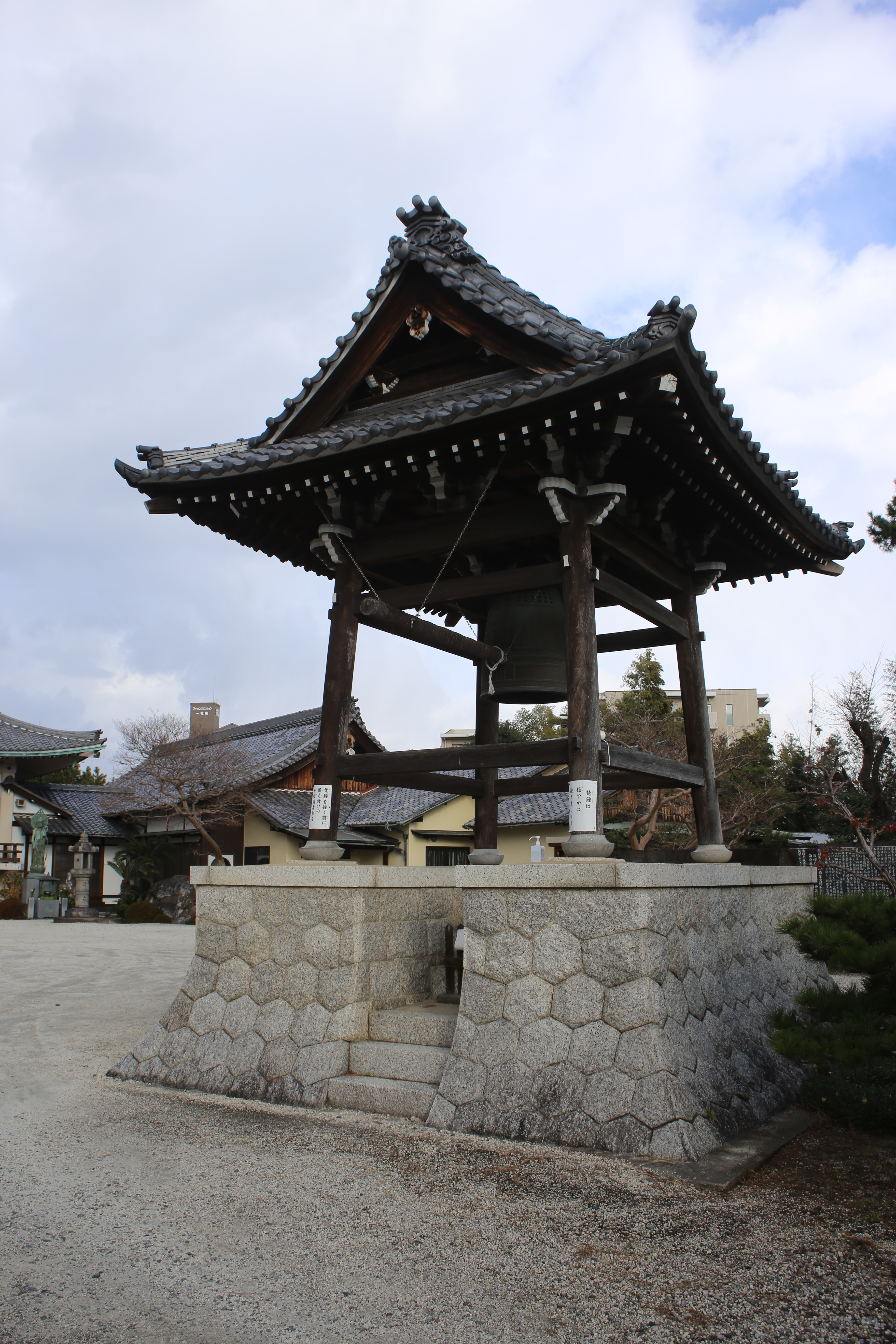
鐘楼堂
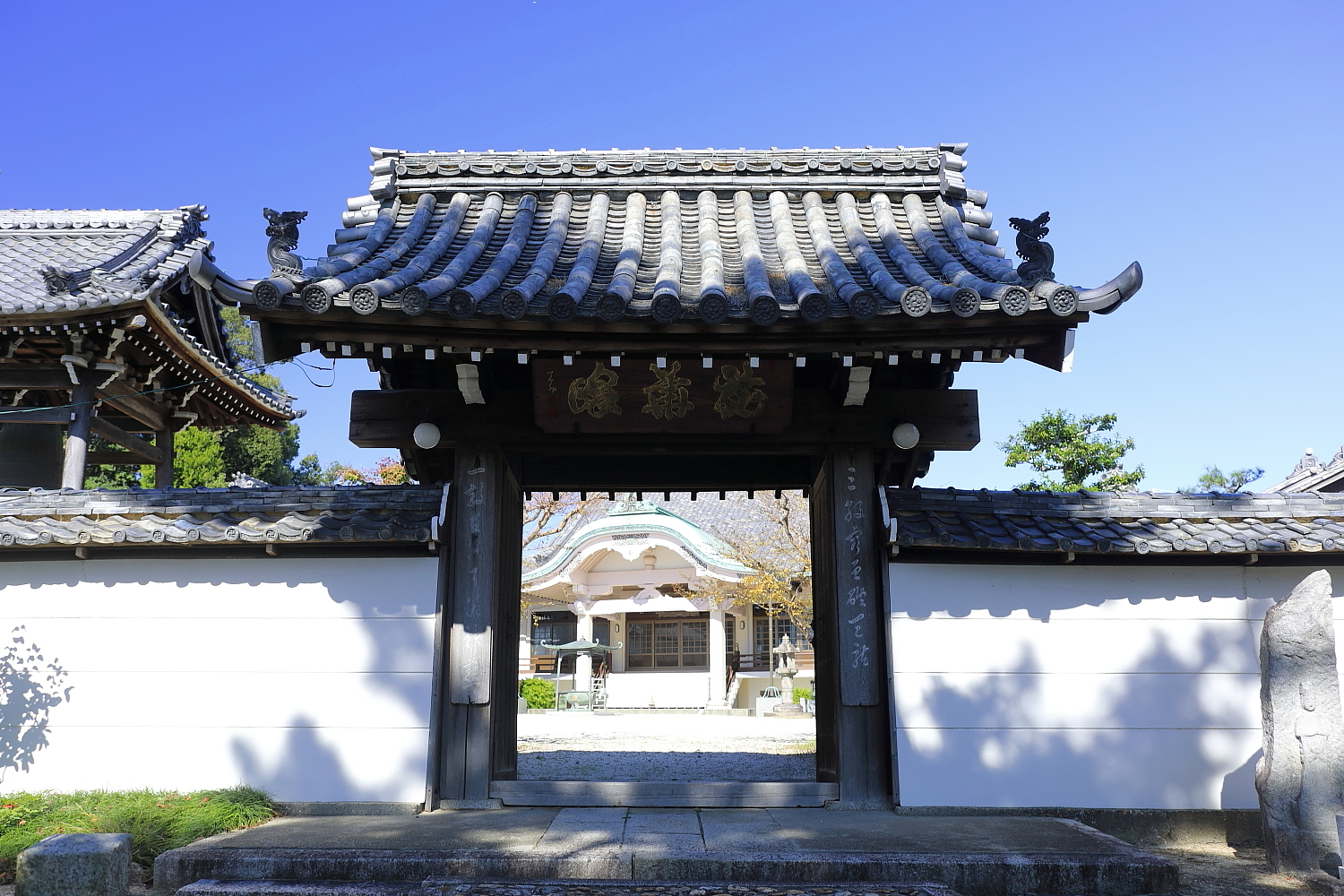
山門
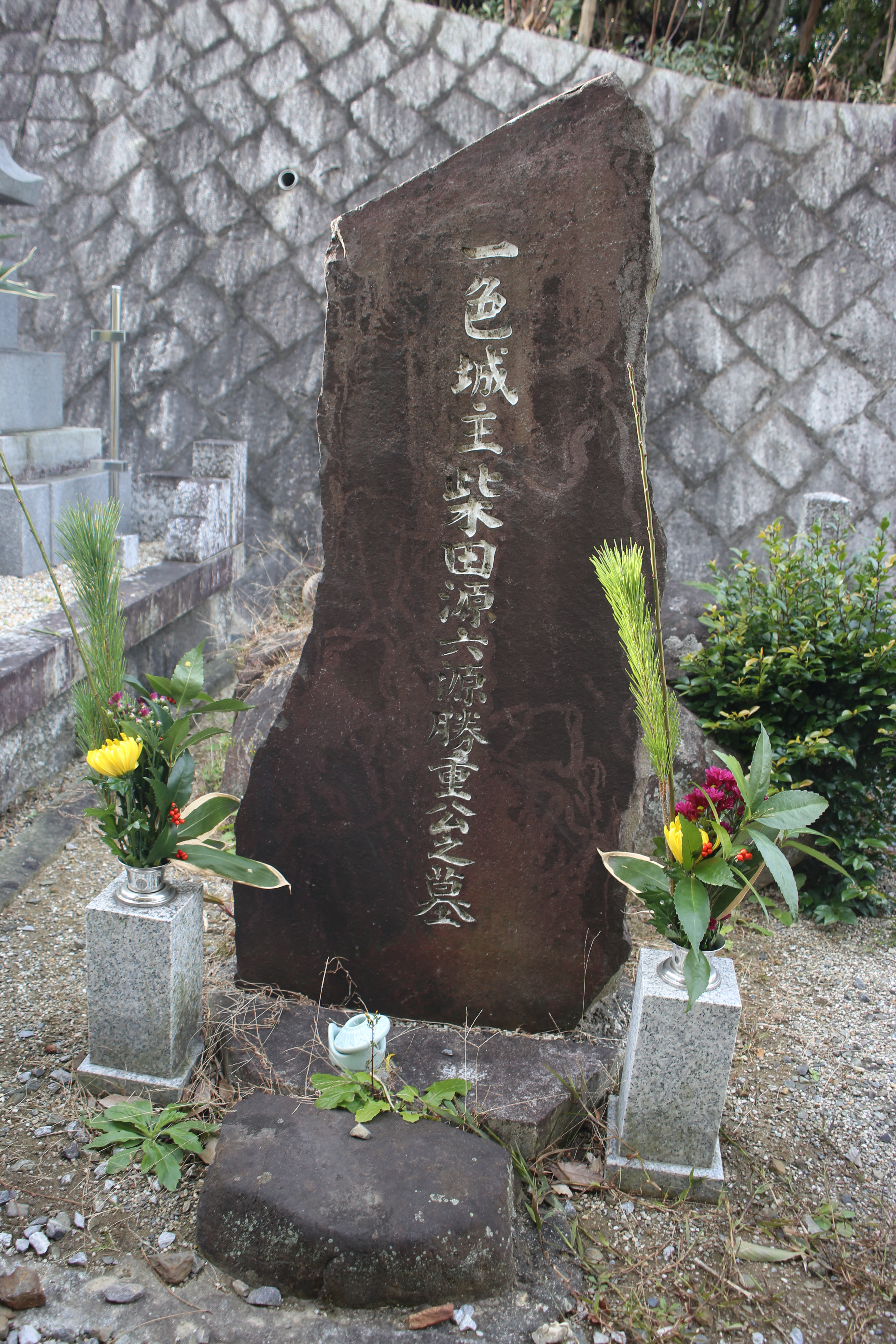
柴田勝重墓碑（墓地内）
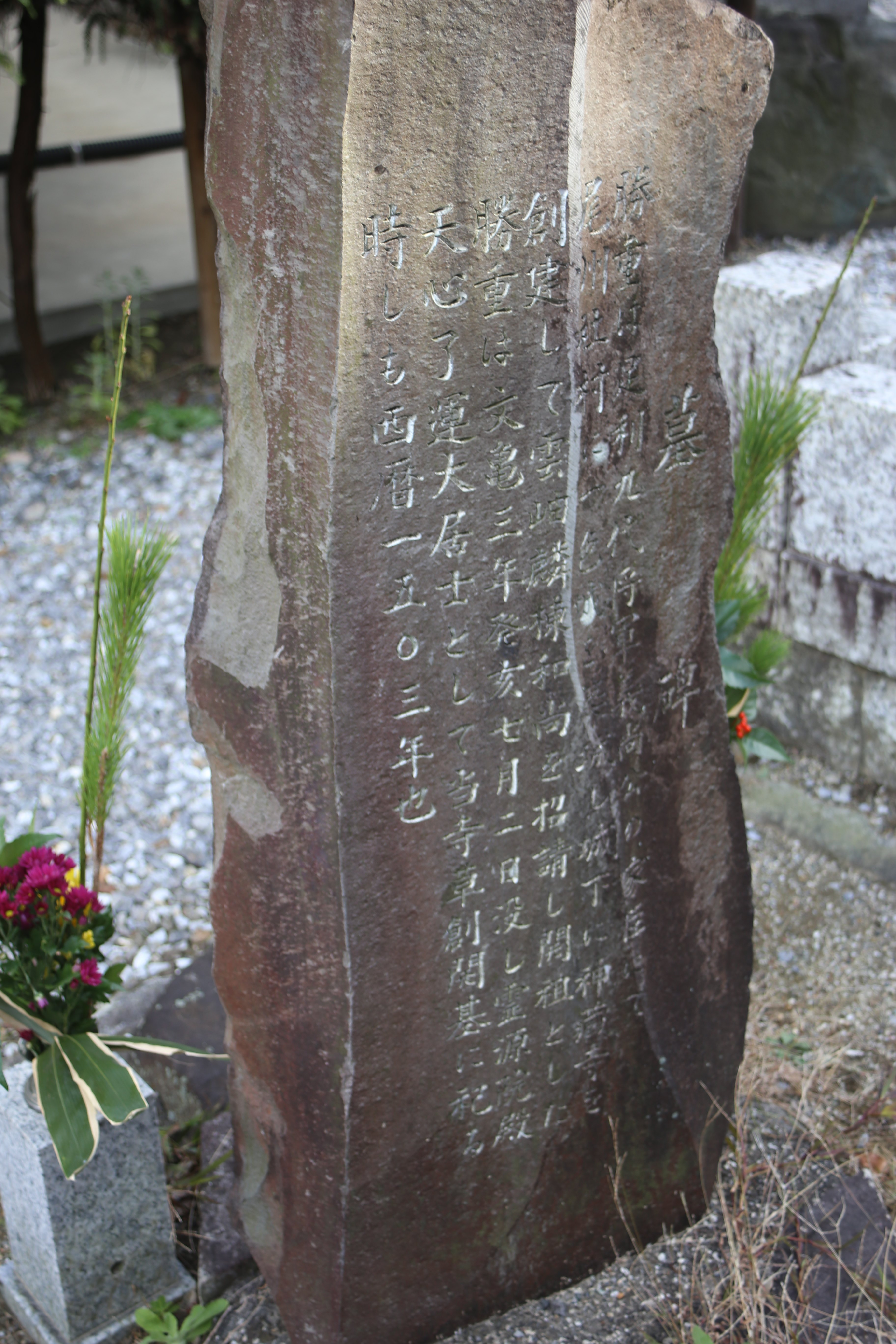
柴田勝重墓碑裏碑文
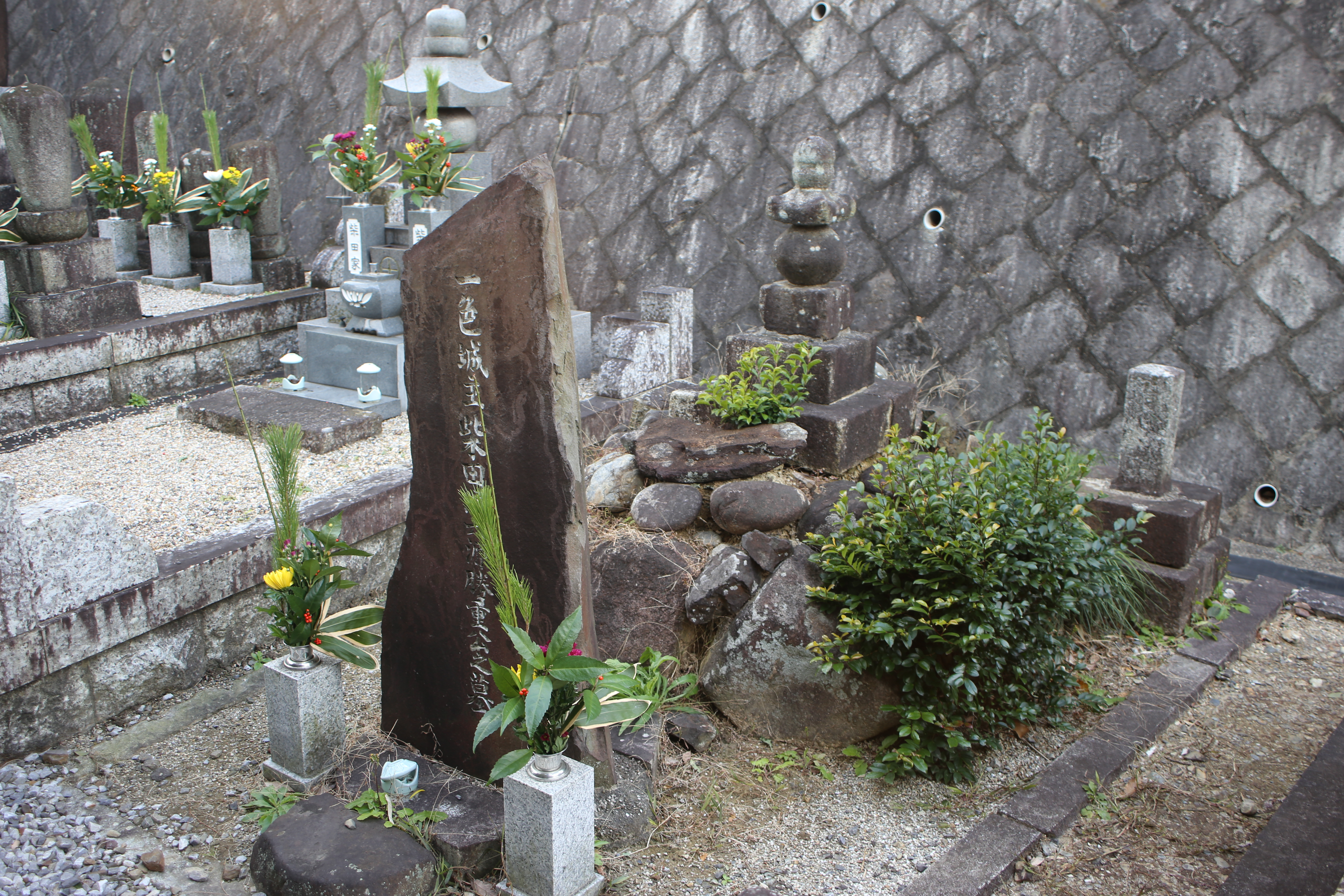
柴田勝重墓所墓碑と墓石